# Renate Ahrens
Renate Ahrens  (* 6. Juni 1955 in Herford) ist eine deutsche Schriftstellerin.

## Leben
Renate Ahrens wurde 1955 in Herford geboren, studierte Anglistik und Romanistik und war einige Jahre als Lehrerin tätig, bevor sie 1986 mit ihrem Mann, dem Historiker Alan R. Kramer, nach Dublin übersiedelte und als freie Autorin zu arbeiten begann. Zunächst verfasste sie Texte für den deutschen Kinderfunk, Drehbücher fürs Kinderfernsehen und zahlreiche, auch deutsch-englische Kinderbücher. Für Erwachsene schrieb sie das Hörspiel Back to Berlin, das der irische Rundfunk RTÉ 1991 ausstrahlte und einige Theaterstücke, darunter When the Wall Came Down, das 1998 in Dublin uraufgeführt wurde; es gab ebenfalls Inszenierungen in Berlin und Nürnberg. Seit 2001 konzentrierte sie sich zunehmend auf das Schreiben von Romanen. Fremde Schwestern, erschienen 2011, machte sie einem breiteren Publikum bekannt. Die Bücher von Renate Ahrens wurden in zahlreiche Sprachen übersetzt und mehrfach ausgezeichnet. Lesereisen führten sie durch Deutschland, die Schweiz, Belgien, Irland und die USA. 1996-1997 lebte sie in Kapstadt, 2002-2003 in Rom. 2019 zog sie mit ihrem Mann von Dublin nach Hamburg zurück. Renate Ahrens ist Mitglied des Literaturzentrums Hamburg und des P.E.N.-Zentrums deutschsprachiger Autoren im Ausland.

## Werke (Auswahl)

### Romane
- Der Wintergarten. RM Buch und Medien, Gütersloh 2001
- Zeit der Wahrheit. Kabel Verlag, München 2003
- Fremde Schwestern. Knaur Verlag, München 2011
- Ferne Tochter. Knaur Verlag, München 2012
- Seit jenem Moment. Droemer Verlag, München 2013
- Das gerettete Kind. Droemer Verlag, München 2016
- Alles, was folgte. Droemer Verlag, München 2017
- Der andere Himmel. Knaur Verlag, München 2019
- Schicksalsfreundin. Knaur Verlag, München 2021

### Kinderbücher
- Katzenleiter Nr. 3. Thienemann Verlag, Stuttgart 1998 (engl. No. 3 Cats’ Ladder. Graphiti Verlag, Berlin 2015)
- Die Höhle am Strand. Thienemann Verlag, Stuttgart 1999
- Die Welt steht Kopf. Thienemann Verlag, Stuttgart 2000 (engl. Over the Wall. Little Island Books, Dublin 2010)
- Leo gibt nicht auf. Thienemann Verlag, Stuttgart, 2001
- Daniel und die Suche nach dem Glück. Thienemann Verlag, Stuttgart 2003
- Hallo Claire – I miss you. Rowohlt Verlag, Reinbek bei Hamburg 2005
- Hey you – lauf nicht weg! Rowohlt Verlag, Reinbek bei Hamburg 2006
- Marie – help me! Rowohlt Verlag, Reinbek bei Hamburg 2007
- Hello Marie – alles okay? Rowohlt Verlag, Reinbek bei Hamburg 2007
- Rettet die Geparde! Rowohlt Verlag, Reinbek bei Hamburg 2008
- Vergiftete Muffins. Rowohlt Verlag, Reinbek bei Hamburg 2008
- In den Krallen der Katze. Rowohlt Verlag, Reinbek bei Hamburg 2009
- SOS in Dublin! Rowohlt Verlag, Reinbek bei Hamburg 2009
- Give us the money, or else! Rowohlt Verlag, Reinbek bei Hamburg 2010
- Don’t tell anybody! Rowohlt Verlag, Reinbek bei Hamburg 2010
- My crazy family. Hilfe, Conor kommt! Rowohlt Verlag, Reinbek bei Hamburg 2013

### Theaterstücke
- Mütter-Los. Verlag Felix Bloch Erben, Berlin 2001 (engl. When the Wall Came Down)
- Der Nachlass. Verlag Felix Bloch Erben, Berlin 2002
- Schirokko. Verlag Felix Bloch Erben, Berlin 2008

### Beiträge in Anthologien
- Alle drei, Kurzgeschichte, in: Nachgetragenes – 75 Jahre P.E.N.-Zentrum deutschsprachiger Autoren im Ausland, hrsg. von Gabrielle Alioth und Hans-Christian Oeser. Synchron Verlag, Heidelberg 2009
- Offene Fragen, Kurzgeschichte, in: Ziegel – Hamburger Jahrbuch für Literatur 2010/11, Bd. 12, hrsg. von Jürgen Abel und Wolfgang Schömel. Verlag Dölling & Galitz, Hamburg 2010
- Zwei Jahre drei Monate ein Tag, Kurzgeschichte, in: TRANS-LIT2, hrsg. von Irmgard Hunt und Jolyon T. Hughes. Vol XVI / No. 2, Herbst 2010
- Stefan Zweig – An der Schwelle, Kurzgeschichte, in: Im Schnittpunkt der Zeiten. Autoren schreiben über Autoren, hrsg. von Gabrielle Alioth und Hans-Christian Oeser. Synchron Verlag, Heidelberg 2012
- In drei Monaten achtzehn, Kurzgeschichte, in: TRANS-LIT2, hrsg. von Irmgard Hunt und Jolyon T. Hughes. Vol XIX / No. 2, Herbst 2013
- Ernst Toller – Eine Beunruhigung, Kurzgeschichte, in: Gehen und doch bleiben. Autoren schreiben über Autoren, hrsg. von Gabrielle Alioth und Martin Dreyfus. Synchron Verlag, Heidelberg 2014
- Und weiter am kleinen Teich vorbei, Kurzgeschichte, in: TRANS-LIT2, hrsg. von Irmgard Hunt und Jolyon T. Hughes. Vol XXI / No. 2, Herbst 2015
- Durst, Kurzgeschichte, in: Alles wandelt sich. Echos auf Ovid, hrsg. von Gabrielle Alioth und Hans-Christian Oeser, P & L Edition, München 2016
- Der Fleck, Kurzgeschichte, in: TRANS-LIT2, hrsg. von Peter Blickle und Jolyon T.Hughes. Vol XXV / Nr. 1, Frühjahr 2019
- Gare d'Orsay, Mai 1945, Kurzgeschichte, in Damals wie heute - eine Friedensanthologie, hrsg. von Gino Leineweber und Emina Čabaravdić-Kamber, Edition Exil PEN im Verlag Expeditionen, Hamburg 2023
- Denk an dein Herz, Kurzgeschichte, in: In Worten - Anthologie, hrsg. von Gabrielle Alioth und Gino Leineweber, Edition Exil PEN, Expedition Publishing, Hamburg 2025

### Übersetzung
- Meredith Hooper: Watzel Stinkers Tagebuch. (The Journal of Watkin Stench), Arena Verlag, Würzburg 1991, ISBN 3-401-04350-1.

## Auszeichnungen und Preise
- 1989: Kulturpreis des Kreises Herford (Lyrik)
- 1994: Christophorus-Autoren-Team-Preis (zusammen mit John Delbridge) für Kinder im Straßenverkehr (ausgestrahlt in der Sendereihe Sesamstraße)
- 1999: Goldener Telix für die Sendereihe Tobi und die Stadtparkkids
- 2000: Förderpreis des Club Bertelsmann für den Roman Der Wintergarten
- 2001: Der Kinderroman Afspraak op de kattentrap (Katzenleiter Nr. 3) wurde von der Kinderjury Limbourg (Belgien) mit dem ersten Preis in der Kategorie der Bücher für Zehn- bis Zwölfjährige ausgezeichnet.
- 2013: Geertje-Potash-Suhr-Preis für die Kurzgeschichte In drei Monaten achtzehn (verliehen von der Society for Contemporary American Literature in German – SCLAG)
- 2017: Der Roman Alles, was folgte wird zum NDR Buch des Monats Juni 2017 ernannt.